# トーン・ポリシング
トーン・ポリシング (英語: tone policing) とは、発言の内容ではなく、それが発せられた口調や論調を非難することによって、発言の妥当性を損なう行為。特に、怒りを伴う発言に対する、冷静さや落ち着きの欠如を非難する行為を指すことが多い。
発生論の誤謬に基づいた論点のすり替えの一種とされるが、しかし一方で、感情に訴えかけている発言に対して用いる場合であれば、有効なこともある。

## 主張・実例
ベイリー・ポランドは『Haters: Harassment, Abuse, and Violence Online』において、女性が頻繁にトーン・ポリシングの対象となると主張している。「女性たちの話の中身ではなく、女性たちの口調を批判するという戦術に切り替えることを通じて、男性たちが築いたものは、議論によってではなく、男性たちが善意で議論に参加するかどうかによって論争の結果が決定するような環境である」と彼女は述べている。また、女性たちが議論で主張することを妨げる手段として、トーン・ポリシングは頻繁に女性たちをその対象とする、と付け加えている。
キース・バイビーは『How Civility Works』において、フェミニストたち、ブラック・ライヴズ・マターの抗議者たち、反戦の抗議者たちが「落ち着いて、より礼儀正しく振る舞う」よう言われてきたことを記している。苦情の中身に耳を傾けるのではなく、苦情の表現方法に問題をすり替えて、不正義から注意をそらす手段として、トーン・ポリシングが用いられる、と彼は述べている。マーティン・ルーサー・キング・ジュニアは『バーミングハム刑務所からの手紙』において、「正義よりも『秩序』を重んじる穏健派の白人」に「大いに失望した」と記して、この種の黙らせ方を非難している。

## この概念への批判
誰かを「トーン・ポリシング」だと非難すること自体が「トーン・ポリシング」になるかどうかの議論がある。すなわちトーン・ポリシングという概念は、自己整合的であるという理由だけで欠陥があると言えるかもしれない。
The Friskyのレベッカ・ヴィポンド・ブリンクが論じているように、「私はトーンポリシングという言葉は死んだと思っています。というか、そもそも生きていたことがあったのかすらも分からない。相手に異論を唱えさせることなく、自分には好きなだけ怒りを表現する権利があると伝えることの問題点は、本質的に、相手には自分の言い方に対して怒る権利はないと伝えることにもなることです」。
チョクラは、トーン・ポリシングの考え方には有効性があるとしながらも、トーン・ポリシングに異議を唱える人たちは、しばしば「議論を最も効果的な解決手段」とはみなしていないと主張した。彼は、他人に対してトーン・ポリシングだと非難する人の多くが「議論は、単に感情的なものであるか、あるいは真実に対する一方的な主張のために完全に避けられる」という見解を持っているように見えると考えていた。
聞き手の理解を得るには発言の口調を和らげることが重要であるとし、トーン・ポリシングを擁護する見方もある。The Good Men Projectの記事では、「侮辱されたり、怒鳴られたりすることにうまく対処できる人は稀です。私は何年も社会正義のエチケットを教え込まれ、罵倒の受け方も知っているが、それでも誰かに"クソ野郎"と言われると背中が丸まり、歯を食いしばるのを感じる」とし、相手に丁寧な口調を求めることの正当性を主張している。